# Santiago Challenger II 1997
Il Santiago Challenger II 1997, noto anche come Cerveza Cristal, è stato un torneo di tennis facente parte della categoria ATP Challenger Series nell'ambito dell'ATP Challenger Series 1997. È stata la prima edizione del torneo, si è giocato a Santiago in Cile dall'8 al 14 dicembre 1997 su campi in terra rossa.

## Vincitori

### Singolare
Oliver Gross ha battuto in finale  Francisco Cabello con il punteggio di 6–2, 6–2

### Doppio
Mariano Hood /  Sebastián Prieto hanno battuto in finale  Diego del Río /  Mariano Puerta con il punteggio di 7–5, 6–1